# Ward Bond
Pour les articles homonymes, voir Bond.
Ward Bond est un acteur américain né le 9 avril 1903 à Benkelman (Nebraska), et mort d'une crise cardiaque le 5 novembre 1960 à Dallas (Texas).

## Biographie
Spécialisé dans les seconds rôles, il apparaît dans nombre de grands films hollywoodiens, notamment dans les films de John Ford.

### Jeunesse
Wardell Edwin Bond est né à Benkelman, dans le Sud-Ouest du Nebraska, à quelques kilomètres du Kansas et du Colorado. La famille Bond – le père John W., la mère Mabel L. et la sœur Bernice – habitent à Benkelman depuis 1919 lorsqu'ils déménagent à Denver. Il est diplômé de East Denver High School.
Bond suit des cours à l'université de Californie du Sud et joue au football américain dans la même équipe que John Wayne, qui deviendra un ami et collègue pour la vie. Bond est defensive lineman dans la première équipe de l'université à disputer le championnat national en 1928. Wayne et Bond, avec plusieurs autres joueurs, sont recrutés pour interpréter des joueurs de football dans un film sur l'Académie navale d'Annapolis.

### Engagement politique
Dans les années 1940, Ward Bond est un membre actif du groupe Motion Picture Alliance for the Preservation of American Ideals (Alliance cinématographique pour la préservation des idéaux américains), dont l'idée de base est de s'opposer, essentiellement par des dénonciations de communistes réels ou supposés au sein de la profession, à l'arrivée du communisme dans l'industrie du cinéma. En 1960, Ward Bond soutient le candidat républicain à la présidence Richard Nixon. Ward Bond est mort trois jours avant que le démocrate John Kennedy batte Nixon de justesse.

### Cinéma
Ward Bond fait ses débuts à l'écran en 1929 dans Salute de John Ford, avant de jouer plus de deux cents fois par la suite. Il interprète des personnages stéréotypés, comme le policier amical ou la brute de service. Il a eu une longue relation de travail avec les réalisateurs John Ford et Frank Capra, jouant dans La Prisonnière du désert (1956), Sur la piste des Mohawks (1939), L'Homme tranquille (1952) et Le Massacre de Fort Apache (1948) pour John Ford (avec qui il a tourné en tout vingt-cinq films), et New York-Miami (1934) et La vie est belle (1946) pour Frank Capra. Parmi les autres films connus de sa carrière se trouvent L'Impossible Monsieur Bébé (1938), Autant en emporte le vent (1939), Le Faucon maltais (1941), Sergent York (1941), Les Sacrifiés (1945), Jeanne d'Arc (1948), dans lequel il tient le rôle atypique pour lui du Capitaine La Hire, et Rio Bravo (1959). Plus tard, il joue dans la série télévisée western de la NBC La Grande Caravane, de 1957 à sa mort. Cette série est basée sur le film de 1950 Le Convoi des braves, dans lequel Ward Bond se retrouve également.
Étant épileptique, il fut exempté du service militaire durant la Seconde Guerre mondiale.

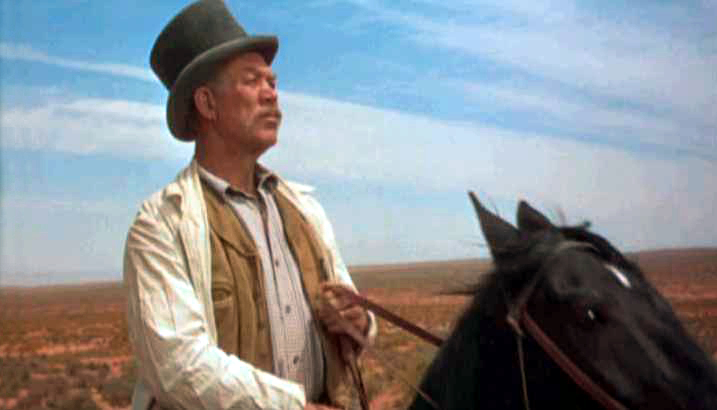
Dans La Prisonnière du désert en 1956

Ward Bond apparaît dans plus de films du Top 100 de l'American Film Institute dans ses deux versions que n'importe quel autre acteur : New York-Miami (1934), L'Impossible Monsieur Bébé (1938), Autant en emporte le vent (1939), Les Raisins de la colère (1940), Le Faucon maltais (1941), La vie est belle (1946) et La Prisonnière du désert (1956).
Ward Bond apparaît aussi dans onze films nommés pour l'Oscar du meilleur film, un record : Arrowsmith (1931), Grande Dame d'un jour (1933), New York-Miami (1934), Vous ne l'emporterez pas avec vous (1938), Autant en emporte le vent (1939), Les Raisins de la colère (1940), Le Faucon maltais (1941), Sergent York (1941), La vie est belle (1946), L'Homme tranquille (1952) et Permission jusqu'à l'aube (1955).
Une rumeur est apparue selon laquelle le chanteur de country Johnny Horton est mort dans un accident de la route alors qu'il allait rencontrer Ward Bond dans un hôtel à Dallas pour discuter d'un possible rôle dans la quatrième saison de La Grande Caravane. Bien que Johnny Horton ait effectivement été tué dans un accident de voiture à 1h30 le 5 novembre 1960, et que Ward Bond soit mort d'une attaque cardiaque à midi le même jour, les deux évènements ne sont pas liés. Johnny Horton se rendait d'Austin à Shreveport en Louisiane, pas à Dallas. Ward Bond se trouvait à Dallas non pas pour rencontrer Horton mais pour assister à un match de football américain. De toute façon, en tant que vedette de la série, Ward Bond n'en était pas producteur et n'était pas en position d'engager Johnny Horton. De plus, il y avait déjà un « Horton » dans La Grande Caravane : l'acteur Robert Horton (né en 1924) qui joue le scout imaginaire Flint McCullough.
Ward Bond était âgé de 57 ans à sa mort. John Wayne a prononcé l'éloge funèbre à son enterrement. Ward Bond avait exprimé la volonté de léguer à John Wayne le fusil avec lequel celui-ci lui avait une fois accidentellement tiré dessus. Au total, John Wayne et lui auront tourné ensemble dans plus d'une douzaine de films : Les Hommes de la mer (1940), Le Retour du proscrit (1941), L'Amazone aux yeux verts (1944), Les Sacrifiés (1945), La Femme du pionnier (1945), Le Massacre de Fort Apache (1948), Le Fils du désert (1948), Opération dans le Pacifique (1951), L'Homme tranquille (1952), Hondo, l'homme du désert (1953), La Prisonnière du désert (1956), L'aigle vole au soleil (1957) et Rio Bravo (1959).
Pour sa contribution à l'industrie de la télévision, Ward Bond a une étoile sur le Hollywood Walk of Fame, au 6933 Hollywood Blvd. En 2001, il a été admis au Western Performers Hall of Fame du National Cowboy & Western Heritage Museum à Oklahoma City. Il existe aussi le Ward Bond Memorial Park dans sa ville natale de Benkelman dans le Nebraska.

## Filmographie partielle

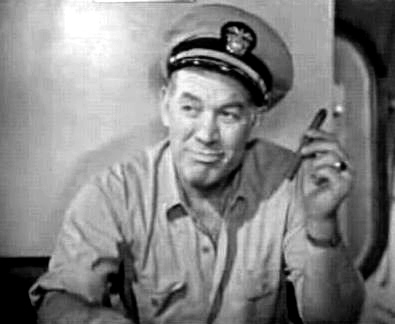
Ward Bond dans Opération dans le Pacifique, 1951

- 1929 : Words and Music de James Tinling (non crédité)
- 1929 : Salute de John Ford et David Butler
- 1929 : So This Is College de Sam Wood (non crédité)
- 1930 : Born Reckless de John Ford
- 1930 : Up the River de John Ford (non crédité)
- 1930 : La Piste des géants (The Big Trail) de Raoul Walsh (non crédité)
- 1930 : Au seuil de l'enfer (The Doorway to Hell) d'Archie Mayo (non crédité)
- 1931 : The Brat de John Ford (non crédité)
- 1931 : Fortunes rapides (Quick Millions) de Rowland Brown (non crédité)
- 1931 : Three Girls Lost de Sidney Lanfield
- 1931 : Le Fils de l'oncle Sam chez nos aïeux (A Connecticut Yankee) de David Butler (non crédité)
- 1931 : The Spider (en) de Kenneth MacKenna et William Cameron Menzies (non crédité)
- 1931 : Sob Sister (en) d'Alfred Santell (non crédité)
- 1931 : Blonde Crazy de Roy Del Ruth (non crédité)
- 1931 : Maman (Over the Hill) de Henry King (non crédité)
- 1931 : Arrowsmith de John Ford (non crédité)
- 1931 : Maker of Men d'Edward Sedgwick (non crédité)
- 1932 : Les Grecs avaient un nom pour elles (The Greeks Had a Word for Them) de Lowell Sherman (non crédité)
- 1932 : High Speed de D. Ross Lederman
- 1932 : Careless Lady (en) de Kenneth MacKenna (non crédité)
- 1932 : The Trial of Vivienne Ware (en) de William K. Howard (non crédité)
- 1932 : Bachelor's Affairs d'Alfred L. Werker (non crédité)
- 1932 : Hello Trouble (en) de Lambert Hillyer
- 1932 : Hold 'Em Jail de Norman Taurog (non crédité)
- 1932 : L'Aigle blanc (White Eagle) de Lambert Hillyer
- 1932 : Rackety Rax d'Alfred L. Werker
- 1932 : Jeune fille à marier (en) (Virtue) d'Edward Buzzell
- 1932 : Tête brûlée (Airmail) de John Ford (non crédité)
- 1932 : Une femme survint (Flesh) de John Ford (non crédité)
- 1932 : Sundown Rider (en) de Lambert Hillyer
- 1933 : Le club des casse-cou (en) (Lucky Devils) de Ralph Ince
- 1933 : State Trooper (en) de D. Ross Lederman
- 1933 : Obey the Law (en) de Benjamin Stoloff
- 1933 : Unknow Valley (en) de Lambert Hillyer
- 1933 : When Strangers Marry (en) de Clarence G. Badger
- 1933 : Héros à vendre (Heroes for Sale) de William A. Wellman (non crédité)
- 1933 : Le Destructeur (en) (The Wrecker) d'Albert S. Rogell
- 1933 : Grande Dame d'un jour (Lady for a Day) de Frank Capra (non crédité)
- 1933 : Les Enfants de la crise (Wild Boys of the Road) de William Wellman
- 1933 : Police Car 17 (en) de Lambert Hillyer
- 1933 : L'Irrésistible (Son of a Sailor) de Lloyd Bacon (non crédité)
- 1933 : Straightaway (en) d'Otto Brower
- 1933 : The Fighting Code (en) de Lambert Hillyer
- 1934 : L'Aigle des frontières (Frontier Marshall) de Lewis Seiler
- 1934 : The Poor Rich (en) d'Edward Sedgwick
- 1934 : New York-Miami (It Happened One Night) de Frank Capra
- 1934 : The Fighting Ranger (en) de George B. Seitz
- 1934 : Voice in the Night (en) de Charles C. Coleman
- 1934 : Whirlpool (en) de Roy William Neill
- 1934 : The Crime of Helen Stanley (en) de D. Ross Lederman
- 1934 : I'll Tell the World (en) d'Edward Sedgwick
- 1934 : The Most Precious Thing in Life (en) de Lambert Hillyer
- 1934 : Si l'on mariait papa (Here Comes the Groom) d'Edward Sedgwick
- 1934 : A Man's Game (en) de D. Ross Lederman
- 1934 : Circus Clown (en) de Ray Enright
- 1934 : The Defense Rests de Lambert Hillyer
- 1934 : Les Amours de Cellini (The Affairs of Cellini) de Gregory La Cava
- 1934 : La Passagère (Chained) de Clarence Brown (non crédité)
- 1934 : The Human Side (en) d'Edward Buzzell
- 1934 : Girl in Danger (en) de D. Ross Lederman
- 1934 : Death on the Diamond d'Edward Sedgwick
- 1934 : La Fine Équipe (6 Day Bike Rider) de Lloyd Bacon
- 1934 : Against the Law (en) de Lambert Hillyer
- 1934 : Men of the Night (en) de Lambert Hillyer
- 1934 : La Course de Broadway Bill (Broadway Bill) de Frank Capra (non crédité)
- 1935 : Grande Dame (Grand Old Girl) de John S. Robertson
- 1935 : Rivaux (Under Pressure) de Raoul Walsh(non crédité)
- 1935 : Le Bousilleur (Devil Dogs of the Air) de Lloyd Bacon
- 1935 : One New York Night (en) de Jack Conway
- 1935 : Time Square Lady (en) de George B. Seitz
- 1935 : The Crimson Trail (en) d'Alfred Raboch
- 1935 : La Femme traquée (I Found Stella Parish) de Mervyn LeRoy
- 1935 : Furie noire (Black Fury) de Michael Curtiz
- 1935 : Broadway Hostess de Frank McDonald
- 1935 : Calm Yourself (en) de George B. Seitz
- 1935 : Fighting Shadows (en) de David Selman (en)
- 1935 : Casino de Paris (Go Into Your Dance) d'Archie Mayo et Michael Curtiz et Robert Florey
- 1935 : Guard That Girl (en) de Lambert Hillyer
- 1935 : The Headline Woman (en) de William Nigh
- 1935 : His Night Out de William Nigh
- 1935 : Justice of the Range (en) de David Selman (en)
- 1935 : Les Derniers Jours de Pompéi (The Last Days of Pompeii) d'Ernest B. Schoedsack et Merian C. Cooper
- 1935 : Little Big Shot de Michael Curtiz
- 1935 : Mary Jane's Pa (en) de William Keighley
- 1935 : Meurtre dans la marine (en) (Murder in the Fleet) d'Edward Sedgwick
- 1935 : She Gets Her Man de William Nigh
- 1935 : Cinquante mille dollars morte ou vive (Three Kids and a Queen) d'Edward Ludwig
- 1935 : Too Tough to Kill (en) de D. Ross Lederman
- 1935 : Les Hors-la-loi ('G' Men) de William Keighley (non crédité)
- 1935 : Waterfront Lady (en) de Joseph Santley
- 1935 : We're Only Human (en) de James Flood
- 1935 : Western Courage (en) de Spencer Gordon Bennet
- 1935 : Le Mouchard (The Informer) de John Ford (non crédité)
- 1936 : Le Doigt qui accuse (The Accusing Finger) de James P. Hogan
- 1936 : Avenging Waters (en) de Spencer Gordon Bennet
- 1936 : Carolyn veut divorcer de Leigh Jason
- 1936 : Cattle Thief (en) de Spencer Gordon Bennet
- 1936 : Colleen d'Alfred E. Green
- 1936 : Conflict de David Howard
- 1936 : L'Agent cyclone (en) (Crash Donovan) de William Nigh et Jean Negulesco
- 1936 : Fatal Lady (en) d'Edward Ludwig
- 1936 : Le Premier Né (The First Baby) de Lewis Seiler
- 1936 : Fury de Fritz Lang
- 1936 : L'Enchanteresse (The Gorgeous Hussy) de Clarence Brown
- 1936 : High Tension (en) d'Allan Dwan
- 1936 : The Leathernecks Have Landed (en) de Howard Bretherton
- 1936 : Legion of Terror (en) de Charles C. Coleman
- 1936 : The Man Who Lived Twice (en) de Harry Lachman
- 1936 : Muss'Em Up (en) de Charles Vidor
- 1936 : Pride of the Marines (en) de D. Ross Lederman
- 1936 : Second Wife (en) d'Edward Killy
- 1936 : They Met in a Taxi (en) d'Alfred E. Green
- 1936 : Le Mystère de Mason Park (Two in the Dark) de Benjamin Stoloff
- 1936 : White Fang de David Butler
- 1936 : Without Orders (en) de Lew Landers
- 1937 : The Devil's Playground (en) d'Erle C. Kenton
- 1937 : Escape by Night (en) de Hamilton MacFadden
- 1937 : Fight for Your Lady (en) de Benjamin Stoloff
- 1937 : A Fight to the Finish (en) de Charles C. Coleman
- 1937 : Mariez-vous ! (Marry the Girl) de William C. McGann
- 1937 : Mountain Music (en) de Robert Florey
- 1937 : Musique pour madame (Music for Madame) de John G. Blystone
- 1937 : Park Avenue Logger de David Howard
- 1937 : Michel Strogoff (The Soldier and the Lady) de George Nichols Jr. (non crédité)
- 1937 : Âmes à la mer de Henry Hathaway
- 1937 : J'ai le droit de vivre (You Only Live Once) de Fritz Lang (non crédité)
- 1937 : Le Couple invisible (Topper) de Norman Z. McLeod (non crédité)
- 1937 : 23 1/2 Hours Leave de John G. Blystone
- 1937 : Rue sans issue (Dead End) de William Wyler
- 1937 : Alerte la nuit (Night Key) de Lloyd Corrigan
- 1937 : When's Your Birthday? de Harry Beaumont
- 1937 : The Game That Kills de D. Ross Lederman
- 1937 : The Wildcatter (en) de Lewis D. Collins
- 1937 : Woman-Wise (en) d'Allan Dwan
- 1938 : Monsieur Moto sur le ring (Mr. Moto's Gamble) de James Tinling
- 1938 : L'Impossible Monsieur Bébé (Bringing Up Baby) de Howard Hawks
- 1938 : Les Aventures de Marco Polo (The Adventures of Marco Polo), d'Archie Mayo
- 1938 : Born to Be Wild de Joseph Kane
- 1938 : Flight into Nowhere (en) de Lewis D. Collins
- 1938 : Fugitives for a Night (en) de Leslie Goodwins
- 1938 : Going Places de Ray Enright
- 1938 : Gun Law (en) de David Howard
- 1938 : Hawaii Calls d'Edward F. Cline
- 1938 : Le Mystérieux Docteur Clitterhouse (The Amazing Dr. Clitterhouse) d'Anatole Litvak
- 1938 : The Law West of Tombstone (en) de Glenn Tryon
- 1938 : Numbered Woman (en) de Karl Brown
- 1938 : Of Human Hearts de Clarence Brown
- 1938 : Over the Wall de Frank McDonald
- 1938 : Penitentiary de John Brahm
- 1938 : Échappé de prison (Prison Break) d'Arthur Lubin
- 1938 : Reformatory (en) de Lewis D. Collins
- 1938 : Professor Beware d'Elliott Nugent
- 1938 : Patrouille en mer (Submarine Patrol) de John Ford
- 1938 : Vous ne l'emporterez pas avec vous (You Can't Take It With You) de Frank Capra
- 1939 : Le Fils de Frankenstein (Son of Frankenstein), de Rowland V. Lee (non crédité)
- 1939 : The Cisco Kid and the Lady (en) de Herbert I. Leeds
- 1939 : Les Aveux d'un espion nazi (Confessions of a Nazi Spy) d'Anatole Litvak
- 1939 : Je suis un criminel (They made me a criminal) de Busby Berkeley
- 1939 : Heaven with a Barbed Wire Fence (en) de Ricardo Cortez
- 1939 : The Kid from Kokomo (en) de Lewis Seiler
- 1939 : Le Lien sacré (Made for Each Other) de John Cromwell
- 1939 : Monsieur Moto en péril de Herbert I. Leeds
- 1939 : Terreur à l'ouest (The Oklahoma Kid) de Lloyd Bacon
- 1939 : Les Conquérants (Dodge City) de Michael Curtiz
- 1939 : Le Retour de Cisco Kid (The Return of the Cisco Kid) de Herbert I. Leeds
- 1939 : Pacific Express (Union Pacific) de Cecil B. DeMille (non crédité)
- 1939 : Pardon Our Nerve (en) de Bruce Humberstone
- 1939 : Trouble in Sundown (en) de David Howard
- 1939 : Waterfront (en) de Terry O. Morse
- 1939 : Vers sa destinée (Young Mr. Lincoln) de John Ford
- 1939 : L'Aigle des frontières (Frontier Marshal) d'Allan Dwan
- 1939 : The Girl from Mexico (en) de Leslie Goodwins
- 1939 : Sur la piste des Mohawks (Drums Along the Mohawk) de John Ford
- 1939 : Autant en emporte le vent de Victor Fleming
- 1940 : Buck Benny Rides Again (en) de Mark Sandrich
- 1940 : Les Révoltés du Clermont (Little Old New York) de Henry King
- 1940 : Ville conquise (City for Conquest) d'Anatole Litvak
- 1940 : Les Raisins de la colère de John Ford
- 1940 : La Tempête qui tue (The Mortal Storm) de Frank Borzage
- 1940 : Kit Carson de George B. Seitz
- 1940 : Les Hommes de la mer (The Long Voyage Home) de John Ford
- 1940 : La Piste de Santa Fe (Santa Fe Trail) de Michael Curtiz
- 1940 : La Caravane héroïque (Virginia City) de Michael Curtiz]
- 1941 : La Route au tabac (Tobacco Road) de John Ford
- 1941 : Le Retour du proscrit (The Shepherd of the Hills) d'Henry Hathaway
- 1941 : L'Entraîneuse fatale (Manpower) de Raoul Walsh
- 1941 : Le Faucon maltais de John Huston
- 1941 : L'Étang tragique (Swamp Water) de Jean Renoir
- 1941 : Sergent York (Sergeant York) de Howard Hawks
- 1942 : Ten Gentlemen from West Point d'Henry Hathaway
- 1942 : Gentleman Jim de Raoul Walsh
- 1943 : L'Amour travesti (Slightly dangerous) de Wesley Ruggles
- 1943 : Un nommé Joe (A Guy Named Joe) de Victor Fleming
- 1944 : J'avais cinq fils (The Sullivans) de Lloyd Bacon
- 1944 : L'Amazone aux yeux verts (Tall in the Saddle) d'Edwin L. Marin
- 1945 : Les Sacrifiés (They Were Expendable) de John Ford
- 1945 : La Femme du pionnier (Dakota) de Joseph Kane
- 1946 : Le Passage du canyon (Canyon passage) de Jacques Tourneur
- 1946 : La Poursuite infernale (My Darling Clementine) de John Ford
- 1946 : La vie est belle de Frank Capra
- 1947 : Les Conquérants d'un nouveau monde (Unconquered) de Cecil B. DeMille
- 1947 : Dieu est mort (The Fugitive) de John Ford
- 1948 : Le Massacre de Fort Apache (Fort Apache) de John Ford
- 1948 : Le Bar aux illusions (The Time of Your Life), de H. C. Potter
- 1948 : Le Sang de la terre (Taps Roots) de George Marshall
- 1948 : Jeanne d'Arc (Joan of Arc) de Victor Fleming
- 1948 : Le Fils du désert (Three Godfathers) de John Ford
- 1950 : Jour de chance (Riding High) de Frank Capra
- 1950 : Le Convoi des braves (Wagon Master) de John Ford
- 1950 : Le Fauve en liberté (Kiss Tomorrow Goodbye) de Gordon Douglas
- 1950 : Singing Guns de R. G. Springsteen
- 1951 : Opération dans le Pacifique (Operation Pacific) de George Waggner
- 1951 : Fort Invincible (Only the Valiant) de Gordon Douglas
- 1951 :  Les Rebelles du Missouri (The Great Missouri Raid) de Gordon Douglas
- 1952 : La Maison dans l'ombre (On Dangerous Ground) de Nicholas Ray
- 1952 : L'Homme tranquille de John Ford
- 1952 : Hellgate de Charles Marquis Warren
- 1953 : Le Souffle sauvage (Blowing Wild)
- 1953 : Le Voleur de minuit (The Moonlighter) de Roy Rowland
- 1953 : Hondo, l'homme du désert (Hondo), de John Farrow
- 1954 : Johnny Guitare (Johnny Guitar) de Nicholas Ray
- 1955 : Ce n'est qu'un au revoir (The Long Gray Line) de John Ford
- 1955 : Permission jusqu'à l'aube (Mister Roberts) de John Ford
- 1955 : L'Homme traqué (en) (A Man Alone) de Ray Milland
- 1956 : La Prisonnière du désert de John Ford
- 1956 : Guet-apens chez les Sioux (Dakota incident) de Lewis R. Foster
- 1956 : Les Piliers du ciel (Pillars of the Sky) de George Marshall : Pillars of the Sky
- 1957 : L'aigle vole au soleil (The Wings of eagles) de John Ford : John Dodge
- 1958 : China Doll de Frank Borzage : Father Cairns
- 1959 : Rio Bravo de Howard Hawks : Pat Wheeler

## Voix françaises
| - Pierre Morin dans : - Autant en emporte le vent (doublé en 1950) - Les Conquérants d'un nouveau monde - Le Massacre de Fort Apache - Fort Invincible - Hondo, l'homme du désert - Johnny Guitare - La Prisonnière du désert - Les Piliers du ciel - Ne tirez pas sur le bandit - Jean Clarieux dans : - Les Conquérants - Les Sacrifiés - Permission jusqu'à l'aube - Rio Bravo | - Pierre Leproux dans : - Sur la piste des Mohawks - Les Raisins de la colère - La Poursuite infernale - Jean Brochard dans : - Les Aventures de Marco Polo - Jeanne d'Arc et aussi : - Raymond Loyer dans La vie est belle - Marcel Raine dans Le Sang de la terre - Jacques Berthier dans Le Convoi des braves (doublé en 1964) - Abel Jacquin dans L'Homme tranquille - Albert Montigny dans Le Souffle sauvage - Claude Péran dans Ce n'est qu'un au revoir - André Valmy dans L'aigle vole au soleil - Jean Roche dans Rue sans issue (2e doublage) - Pierre Garin dans Le Fils du désert (2e doublage) |